# Narkotyki (album)
Narkotyki – drugi album zespołu Apteka, nagrany w CCS Studio w 1991 i wydany 15 kwietnia 1992 roku przez wytwórnię SPV Poland.

## Lista utworów
1. „Wiesz” – 3:25
2. „Szybki i witraże” – 3:05
3. „Synteza (English Version)” – 5:20
4. "Lucky Sniff (Psycho-Dub Mix)” – 4:20
5. „Freedom” – 2:35
6. „Jezuuu...” – 4:10
7. „"H.B. Show” – 3:36
8. „Is This White Line?” – 3:02
9. „War” – 3:20
10. „Puma (Flower In My Hand)” – 5:30
11. „Red Light (Scream-Dance Mix)” – 5:15
12. „Dziewczyny” – 1:00

## Skład
- Jędrzej Kodymowski – wokal, gitara
- Janusz Sokołowski – gitara
- Marcin Ciempiel – gitara basowa
- Maciej Wanat – perkusja

Gościnnie:
- Maciej Łyszkiewicz – instr. klawiszowe

Realizacja:
- Adam Toczko – nagranie i miksowanie
- Robert Laska – foto